# Pierson (Flórida)
Pierson é uma vila localizada no estado americano da Flórida, no condado de Volusia. Foi incorporada em 1929.

## Geografia
De acordo com o United States Census Bureau, a cidade tem uma área de 22,7 km², onde 21,2 km² estão cobertos por terra e 1,5 km² por água.

### Localidades na vizinhança
O diagrama seguinte representa as localidades num raio de 32 km ao redor de Pierson.

## Demografia
Segundo o censo nacional de 2010, a sua população é de 1 736 habitantes e sua densidade populacional é de 81,9 hab/km². É a localidade menos populosa do condado de Volusia e a que, em 10 anos, teve a maior redução populacional do condado. Possui 540 residências, que resulta em uma densidade de 25,5 residências/km².